# Complex QRS

Complex QRS normal (cliqueu)

El complex QRS és la representació gràfica de la despolarització dels ventricles del cor formant una estructura punxeguda a l'electrocardiograma. El complex QRS apareix després de l'ona P i, per tenir els ventricles més massa que les aurícules cardíaques, el complex QRS és de major grandària que l'ona P. Addicional a això, gràcies al fet que el sistema His/Purkinje és una xarxa de teixit altament especialitzada, coordina la despolarització dels ventricles a una velocitat de conducció molt elevada i, com a conseqüència, les ones del complex QRS tendeixen a ser molt estretes i en forma de bec, en comptes d'arrodonides.

Representació esquemàtica de l'ECG normal (cliqueu)

Un complex QRS normal té una durada entre 0,06 i 0,102 s (60 a 102 mil·lisegons) i un voltatge no major de 3,5 mV.

## Nomenclatura
Quan apareix complet, el complex QRS consta de tres vectors anomenats usant la nomenclatura descrita per Willem Einthoven:
- Ona Q. És la primera ona del complex i té valors negatius (descendeix en la gràfica del ECG).
- Ona R. La segueix a l'ona Q, és positiva i en la imatge clàssica de l'ECG, és la de major grandària.
- Ona S. És qualsevol ona negativa que li segueix a l'ona R

No tot complex QRS conté les tres ones, Q, R i S. La convenció dicta que qualsevol combinació d'aquestes ones pot ser referida com un complex QRS. La interpretació correcta de l'ECG, especialment els més difícils, requereix una nomenclatura per a cada ona. Alguns autors usen la lletra minúscula per designar una ona petita i la lletra majúscula per a les ones de major grandària. Per exemple, un complex Rs seria predominantment positiva (la R és una ona molt més gran, en aquest exemple, que l'ona S), mentre que un complex rS seria de desviació negativa. Si ambdós exemples fossin etiquetats en majúscula, com RS, seria difícil apreciar la distinció de les ones reals sense veure l'ECG que les va originar.
Quan només apareix una ona negativa, que es dirigeix per sota de la línia basal, s'anomena QS per la impossibilitat de determinar si és una ona Q o una ona S.

## Patologia
La durada, amplitud i forma del complex QRS és útil en el diagnòstic d'arrítmies cardíaques, anormalitats de la conducció, hipertròfia ventricular, l'infart agut de miocardi, desequilibris electrolítics i altres trastorns.
Les ones Q poden ser normals (fisiològiques) o patològiques. Les ones Q normals, quan estan presents, representen la despolarització del septe o envà interventricular. Per això, se'ls coneix com a ones Q septales, i es poden veure en les derivacions I, aVL, V5 i V6.

Animació d'una ona normal de l'ECG.

Les ones Q majors d'1/3 de la mida de la següent ona R, o majors que 0,04 s (40 ms) en durada (un quadret), o si estan presents en derivacions precordials dretes, es consideren anormals i poden representar un infart al miocardi.
Si el complex QRS és en total major a 0.12 s, o amb una morfologia similar a una lletra M és anormal i pot indicar hipertròfia, hiperpotassèmia, un marcapassos o hipotèrmia (anomenada Ona d'Osborne), un bloqueig de la conducció dreta, entre d'altres.
Ocasionalment, ocorren trastorns de la conducció o transmissió de l'impuls elèctric, les quals poden originar-se en qualsevol punt del trajecte de les fibres de conducció.

Diversos complexos QRS amb la seva nomenclatura.

- Quan hi ha dificultat en la conducció de l'impuls elèctric a través de les aurícules o el node sinusal, s'aprecia un alentiment de la conducció i un retard en arribar l'impuls als ventricles. Això es tradueix en un ampli interval PR que precedeix al QRS.
- La transmissió de l'impuls elèctric a través del node auriculoventricular, podria afectar de manera que un o més dels impulsos originats en l'aurícula no arribi als ventricles, conegut com a blocatge auriculoventricular en què l'electrocardiograma imprimeix ones P que no són seguides per complexos QRS.
- Els blocatges de la transmissió a través dels ventricles es coneixen com a blocatges de branca. En aquests casos l'impuls viatjarà només a través de la branca del feix de His no blocat. Això produeix en l'ECG complexos QRS amples.

## Tipus d'intervals ECG

### ECG: intervals, segments i ones (feu clic a la imatge)
|  |  |  |  |  |
|  |  |  |  |  |